# Halichoeres melanochir
 Halichoeres melanochir és una espècie de peix de la família dels làbrids i de l'ordre dels perciformes.

## Morfologia
Els mascles poden assolir els 18 cm de longitud total.

## Distribució geogràfica
Es troba des de les Filipines fins a Taiwan, el sud del Japó i el nord-oest d'Austràlia.